# مارگاریتا ۳۱۰
سیارک ۳۱۰ (به انگلیسی: 310 Margarita) سیصد و دهمین سیارک کشف شده‌است که در ۱۶ مه ۱۸۹۱ و در نیس کشف شد.
قدر مطلق سیارک برابر ۱۰٫۳۰ است.